# بارانداز ساوت‌همپتون
بارانداز ساوت‌همپتون (به انگلیسی: Southampton Dock)آهنگی از آلبوم برش نهایی گروه موسیقی پراگرسیو راک پینک فلوید است که در سال ۱۹۸۳ منتشر شد.
این آهنگ در تورهای راجر واترز اجرا می‌شود و در آلبوم زندهٔ وی با نام به شخصه - زنده نیز قرار دارد.

## همراهان در ساخت آهنگ
- راجر واترز - خواننده ، گیتار بیس ، گیتار آکوستیک

هنرمندان دیگر
- مایکل کی‌من - پیانو